# Philornis univittata
Philornis univittata är en tvåvingeart som beskrevs av Carroll William Dodge 1968. Philornis univittata ingår i släktet Philornis och familjen husflugor. Inga underarter finns listade i Catalogue of Life.